# Canoa/kayak ai XIII Giochi del Mediterraneo
Le gare di canoa/kayak ai XIII Giochi del Mediterraneo si sono svolti a Bari nel 1997, presso il Circolo Canottieri Barion. Il programma ha previsto l'assegnazione di dieci medaglie d'oro e competizioni sia in ambito maschile che femminile, con la sola eccezione delle gare di canoa e di quelle di Kayak sulla distanza dei 1000 metri, le quali non si sono disputate in ambito femminile. La migliore performance dei giochi in tale sport l'ha mostrata la canoista tedesca naturalizzata italiana Josefa Idem, la quale si è aggiudicata tutte e due le gare femminili inserite nel programma di quest'edizione, mentre in campo maschile si è distinto Antonio Rossi, vincendo lo stesso numero di gare della canoista italo-tedesca.

## Risultati

### Uomini
| Evento                  | Oro                                  | Perform. | Argento                                   | Perform. | Bronzo                                    | Perform. |
| In acque libere - Canoa |                                      |          |                                           |          |                                           |          |
| C1 - 500 m              | Spagna Jose Manuel Crespo            | 1.55.954 | Italia Domenico Cannone                   | 1.57.586 | Italia Fabrizio Lazzerini                 | 1.57.998 |
| C1 - 1000 m             | Spagna Jose Manuel Crespo            | 4.03.298 | Francia Pascal Sylvoz                     | 4.05.021 | Croazia Drazen Funtak                     | 4.14.095 |
| C2 - 500 m              | Francia Eric Le Leuch Benoit Bernard | 1.45.747 | Italia Domenico Cannone Antonio Marmorino | 1.47.383 | Spagna Oleg Shelestenko Alfredo Bea       | 1.47.871 |
| C2 - 1000 m             | Spagna Oleg Shelestenko Alfredo Bea  | 3.41.705 | Francia Eric Le Leuch Benoit Bernard      | 3.44.910 | Spagna Bernardo Merchan Jose Manuel Nunez | 3.48.263 |
| In acque libere - Kayak |                                      |          |                                           |          |                                           |          |
| K1 - 500 m              | Antonio Rossi                        | 1.40"585 | Miguel García                             | 1.42"185 | Christian De Pollo                        | 1.42"257 |
| K1 - 1000 m             | Pierre Lubac                         | 3.38"639 | Beniamino Bonomi                          | 3.40"731 | Vincent Olla                              | 3.41"939 |
| K2 - 500 m              | Italia Beniamino Bonomi Luca Negri   | 1.30"624 | Italia Paolo Tommasini Antonio Scaduto    | 1.31"560 | Spagna Jovino Gonzales Gregorio Vicente   | 1.33"532 |
| K2 - 1000 m             | Italia Antonio Rossi Luca Negri      | 3.11"749 | Italia Christian De Pollo Antonio Scaduto | 3.16"748 | Francia Maxime Boccon Xavier Enard        | 3.18"614 |

### Donne
| Evento                  | Oro                         | Perform. | Argento                       | Perform. | Bronzo                           | Perform. |
| In acque libere - Kayak |                             |          |                               |          |                                  |          |
| K1 - 500 m              | Josefa Idem                 | 1.53"562 | Anne Michaut                  | 1.55"282 | Belen Sanchez                    | 1.55"586 |
| K2 - 500 m              | Josefa Idem Rosetta Ravetta | 1.43"888 | Anne Michaut Sabine Kleinhenz | 1.45"940 | Izaskun Aramburu Beatriz Manchon | 1.46"856 |

## Medagliere
| Posizione | Paese   |    |    |    | Totale |
| --------- | ------- | -- | -- | -- | ------ |
| 1         | Italia  | 5  | 5  | 2  | 12     |
| 2         | Spagna  | 3  | 1  | 5  | 9      |
| 3         | Francia | 2  | 4  | 2  | 8      |
| 4         | Croazia | 0  | 0  | 1  | 1      |
| Totale    | Totale  | 10 | 10 | 10 | 30     |